# گودیرآراس-۱
گودیرآراس-۱ (به انگلیسی: Goodyear RS-1) یک کشتی هوایی ساختِ کارخانهٔ گودیر تایر است. نخستین استفاده‌کنندهٔ این هواگرد بنگاه هوایی ارتش ایالات متحده آمریکا بوده‌است. این هواگرد برای نخستین بار در ۸ ژانویه ۱۹۲۶ میلادی مورد استفاده قرار گرفت.